# ستارغيت: ذي آرك أوف تروث
ستارغيت: ذي آرك أوف تروث (بالإنجليزية: Stargate: The Ark of Truth)‏ (بالعربية: ستارغيت تابوت الحقيقة) هو فلم أصدر مباشرة إلى الدي في دي كتبه وأخرجه [[روبرت س. كوبر]]. الفلم يحكي عن نهاية قصة ستارغيت إس جي 1 بالنسبة للأوراي، وتدور أحداثه بعد نهاية مسلسل إس جي 1، لكن قبل الموسم الرابع من ستارغيت أطلانتس.
ذي آرك أوف تروث تم إصداره في نسخة دي في دي 1 (يعني موجود فقط في الولايات المتحدة الأمريكية وكندا) يوم 11 مارس 2008. قناة سكاي وان البريطانية عرضت الفلم يوم 24 مارس 2008، ثم أصدر نسخة دي في دي 2 (يعني موجود في أوروبا، الشرق الأوسط، اليابان، إفريقيا الجنوبية...) يوم 14 أفريل 2008 ثم إصدر يوم 9 أبريل 2008 نسخة من الدي في دي 4 (أمريكا الجنوبية ودول الكاريبي، إفريقيا، أستراليا، نيو زينلاندا...).

## روابط خارجية
- ستارغيت: ذي آرك أوف تروث على موقع IMDb (الإنجليزية)
- ستارغيت: ذي آرك أوف تروث على موقع روتن توميتوز (الإنجليزية)
- ستارغيت: ذي آرك أوف تروث على موقع نتفليكس (الإنجليزية)
- ستارغيت: ذي آرك أوف تروث على موقع قاعدة بيانات الأفلام العربية
- ستارغيت: ذي آرك أوف تروث على موقع ألو سيني (الفرنسية)
- ستارغيت: ذي آرك أوف تروث على موقع Turner Classic Movies (الإنجليزية)
- ستارغيت: ذي آرك أوف تروث على موقع أول موفي (الإنجليزية)
- ستارغيت: ذي آرك أوف تروث على موقع فيلمافينيتي (الإسبانية)
- ستارغيت: ذي آرك أوف تروث على موقع قاعدة بيانات الأفلام السويدية (السويدية)
- ستارغيت: ذي آرك أوف تروث على موقع قاعدة بيانات الفيلم (الإنجليزية)